# コアフ

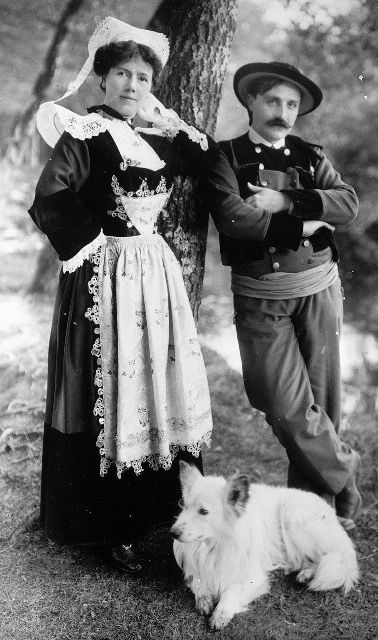
1900年頃に撮影されたブルトン人の男女。女性の頭にはコアフがのっている

コアフ （La Coiffe）とは髪型、かぶり物、髪飾りを表すフランス語コアフュール（仏理髪）の略語。日本ではコワフとも表記する。
本項では主にフランスの伝統的な女性のかぶり物について紹介する。

## 概説
ノルマンディー、ブルターニュ、アルザス、プロヴァンスなどの女性用の被り物。
基本形は小さな頭巾に長いレースのボウ（リボン）を縫い付けたもので、折ったり、ボウを結んだり、巻いて固く糊づけするなどして町ごとの形状を示す。
ブルターニュのビグデン(fr)、カンペールでは頭巾というよりもエナン（中世の貴婦人が被る角のような帽子）に似た高い筒型のエナンを用いる。
多くは白一色のものだが、ブルターニュのビグデンでは中東風などの複雑な意匠をカットワークで装飾する。
また、アルザスのボネ・タ・ヌ（bonnet à noeud）と呼ばれる黒い（黒を使うのはプロテスタントの女性）蝶型のリボン付コアフは民族衣装のそのものの美しさもあって有名である。
麻や木綿やレースなどでできた頭巾の一種で、特にブルターニュでは街ごとに筒型、頭巾型、角型など様々な形状が用いられていることで知られる。
女性が髪を隠すことを慎み深いとするキリスト教的な価値観から中世以来行われてきており、現在では教会の儀式、祭礼、婚礼などに使われている。